# No Limit Top Dogg
| Críticas profissionais | Críticas profissionais |
| Avaliações da crítica  | Avaliações da crítica  |
| Fonte                  | Avaliação              |
| ---------------------- | ---------------------- |
| Allmusic               | [ 2 ]                  |
| Entertainment Weekly   | B                      |
| NME                    | 8/10                   |
| RapReviews             | 8.5/10                 |
| Rolling Stone          | [ 6 ]                  |
| Los Angeles Times      | [ 7 ]                  |
| USA Today              | [ 8 ]                  |
| Robert Christgau       | (A−)                   |

No Limit Top Dogg é o quarto álbum de estúdio do rapper Snoop Dogg. É o seu segundo álbum lançado pela No Limit Records e o primeiro lançado pela sua própria gravadora, Doggystyle Records. Foi lançado em 11 de Maio de 1999, e apresenta o hit single "Bitch Please" com a participação de Xzibit e Nate Dogg e produzido por Dr. Dre.

## Desempenho comercial
As 187.400 cópias vendidas na primeira semana o fizeram o disco estrear na segunda posição na Billboard 200, somente atrás do álbum auto intitulado de Ricky Martin, que vendeu 661.000 cópias. Sendo o primeiro álbum de Snoop que não estreou em primeiro lugar na parada, mesmo com sua forte venda na primeira semana, provavelmente por causa da antecipação do álbum de Ricky Martin. Oálbum vendeu mais 1.503.865 cópias em 1999.

## Recepção
- The Source avaliou o álbum entre os dez melhores de 1999.[11]
- Rolling Stone  deu três estrelas em cinco possíveis, avaliando o como "Bom"  - "O melhor trabalho de Snoop desde seu álbum de estréia ...cheio de doces do partido sedutoras que irão manter cabeças balançando, com o verão Snoop voltou a Costa Oeste e ao G-funk com a ajuda de alguns velhos amigos...como Dr. Dre e DJ Quik ".[6]
- NME  deu oito estrelas de dez possiveis, dizendo: "... a seda, sumptuoso fluxo de outrora está de volta, enfiando alma de luxo e grooves encorpados .... o sotaque legal de Snoop ... cativa, contos de inauguração de amor, vandalismo, sobreviver e ter sucesso no oeste selvagem .... um retorno certificável a se formar. "[4]

## Singles
- G Bedtime Stories foi lançado como primeiro single do álbum em 6 de Fevereiro de 1999, tendo sido produzida por Meech Wells.[12] O videoclipe da canção foi lançado no mesmo ano e foi dirigido por Gee Bee.[13]
- Bitch Please foi o segundo single do disco, tendo sido lançado em 29 de Abril de 1999, a faixa conta com a participação de Xzibit e Nate Dogg.[14][15] A canção alcançou a posição 77 na Billboard Hot 100,[16] 26 na Billboard R&B/Hip-Hop Songs,[17] e 30 na Billboard Rhythmic Songs. Fora do Estados Unidos a canção chegou a posição 48 na Suiça.[18] O videoclipe da canção foi dirigido por Dr. Dre e Phillip G. Atwell.
- Down 4 My Niggaz é o terceiro e ultimo single do disco, tendo sido lançado 27 de Setembro de 1999. A canção chegou a vigésima nona posição na Billboard R&B/Hip-Hop Songs,[16] e a decima primeira posição na Billboard Bubbling Under Hot 100 Singles, tendo o videoclipe dirigido por J.J. Smith.
- Snoopafella apesar de não ser um single oficial, e não ter videoclipe a canção chegou a decima sexta posição na Billboard Bubbling Under R&B/Hip-Hop Singles.[19]

## Faixas
| N.º | Título                                                                                   | Duração |  |
| 1.  | "Dolomite intro"                                                                         | 0:27    |  |
| 2.  | "Buck 'Em" (com Sticky Fingaz)                                                           | 2:44    |  |
| 3.  | "Trust Me"                                                                               | 4:09    |  |
| 4.  | "My Heat Goes Boom" (com Suga Free & Sylk-E. Fyne)                                       | 3:40    |  |
| 5.  | "Dolomite" (interlúdio)                                                                  | 0:52    |  |
| 6.  | "Snoopafella"                                                                            | 5:22    |  |
| 7.  | "In Love with a Thug"                                                                    | 3:44    |  |
| 8.  | "G Bedtime Stories"                                                                      | 2:14    |  |
| 9.  | "Down For My Niggaz" (com C-Murder & Magic)                                              | 3:46    |  |
| 10. | "Better Days"                                                                            | 3:55    |  |
| 11. | "Something About Your Business" (com Raphael Saadig)                                     | 4:10    |  |
| 12. | "Bitch Please" (com Xzibit & Nate Dogg)                                                  | 3:54    |  |
| 13. | "Doin' Too Much"                                                                         | 4:07    |  |
| 14. | "Gangsta Ride" (com Silkk the Shocker)                                                   | 3:44    |  |
| 15. | "Ghetto Symphony" (com Mia X, Fiend, C-Murder, Silkk the Shocker, Mystikal & Goldie Loc) | 5:40    |  |
| 16. | "Party with a D.P.G."                                                                    | 4:55    |  |
| 17. | "Buss'n Rocks"                                                                           | 4:23    |  |
| 18. | "Just Dippin'" (com Dr. Dre & Jewell)                                                    | 4:03    |  |
| 19. | "Don't Tell" (com Warren G, Mausberg & Nate Dogg)                                        | 4:47    |  |
| 20. | "20 Minutes" (com Goldie Loc)                                                            | 3:59    |  |
| 21. | "I Love My Momma"                                                                        | 3:06    |  |